# Bruce Bowen
Bruce Eric Bowen Jr. (* 14. Juni 1971 in Merced, Kalifornien) ist ein ehemaliger US-amerikanischer Basketballspieler, der von 1997 bis 2009 in der NBA aktiv war, die meiste Zeit davon bei den San Antonio Spurs.

## Laufbahn
Zuletzt spielte Bowen für die San Antonio Spurs. Davor war er bei den Miami Heat (1996–97 und 1999–2001), den Boston Celtics (1997–99) und den Philadelphia 76ers (1999–00) tätig.
Mit den Spurs, bei denen er zwischen 2001 und 2009 unter Vertrag stand, konnte er drei NBA-Meisterschaften gewinnen (2002/03, 2004/05 und 2006/07).
Bowen galt als einer der besten Verteidigungsspieler der NBA. Er wurde sechs Mal in ein NBA All-Defensive Team gewählt: drei Mal ins First Team (2004 bis 2006) und drei Mal ins Second Team (2001 bis 2003). 2005 und 2006 wurde er Zweiter in der Wahl zum NBA Defensive Player of the Year hinter Ben Wallace.
2006 stand Bowen in der Auswahl des US-Nationalteams, wurde aber kurz vor der WM 2006 aus dem Kader gestrichen.
Bowen absolvierte in der NBA exakt 500 Partien hintereinander (28. Februar 2002 bis 12. März 2008), bevor er wegen eines Trittes gegen Chris Paul für ein Spiel gesperrt wurde.
Im Oktober 2007 unterzeichnete Bowen eine Vertragsverlängerung mit den Spurs.
Nachdem er im Sommer 2009 an die Milwaukee Bucks abgegeben wurde, die ihn aber kurz darauf entließen, erklärte Bowen im September 2009 seinen offiziellen Rücktritt vom Basketball.
Im Januar 2012 wurde bekanntgegeben, dass Bowens Trikotnummer 12 in einer Zeremonie während eines Saisonspieles von den Spurs zurückgezogen wird. Dies bedeutet, dass die Nummer 12 anschließend nicht mehr an einen Spieler der San Antonio Spurs vergeben wird. Bowen ist damit erst der siebte Spieler der Spurs, dem diese Ehre zuteilwird. Im Sommer 2015 gab er „seine“ Nr. 12 jedoch an Neuzugang LaMarcus Aldridge ab.

## Spielweise

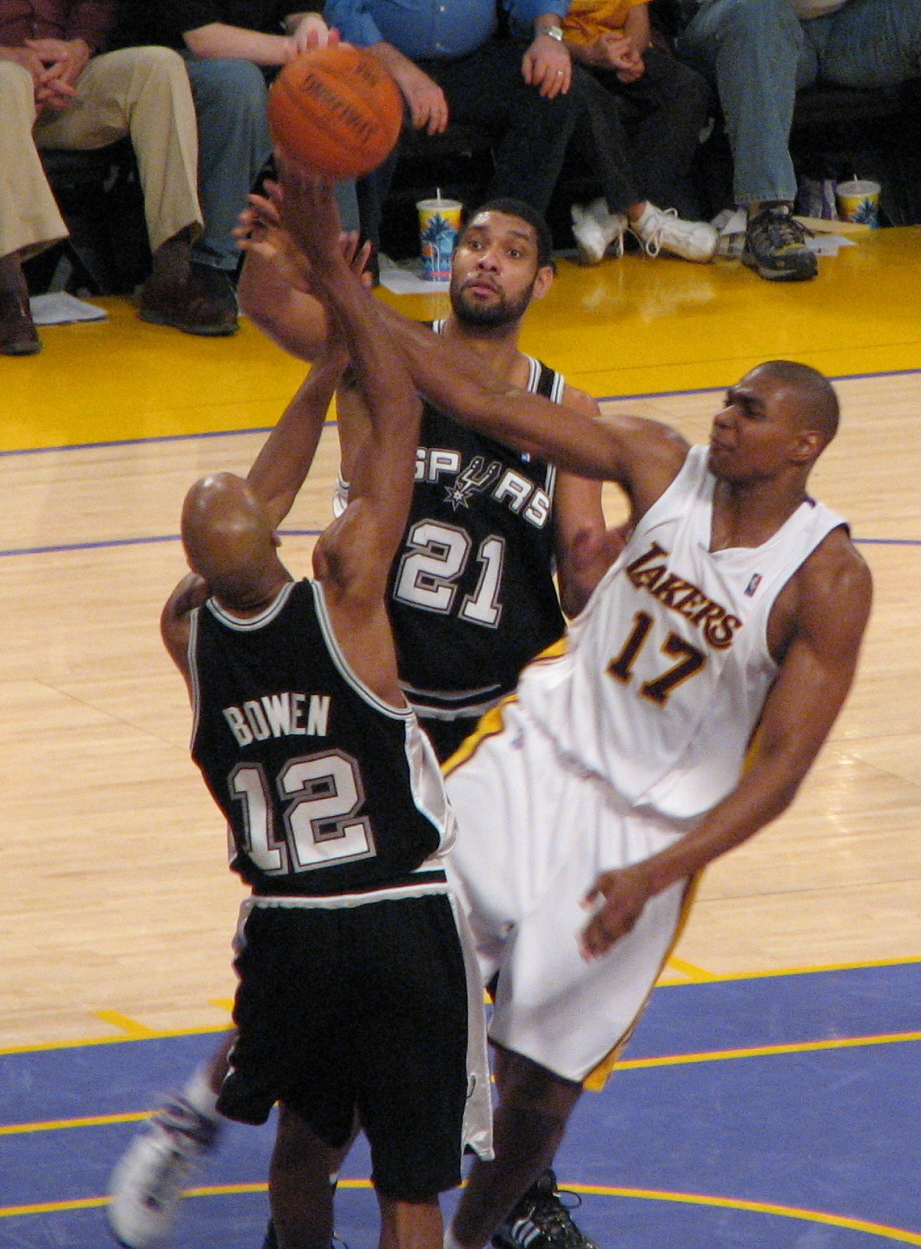
Bowen verteidigt Andrew Bynum, 2007

Bowen galt als ein sehr harter Spieler. So brach er seinem Gegenspieler Wally Szczerbiak mit einem Tritt das Jochbein. Dieses Geschehen wurde zur Überraschung aller als Offensivfoul gegen Szczerbiak geahndet.
Einige Spieler (unter anderem Ray Allen, Vince Carter oder Steve Francis) beklagten sich über Bowens Angewohnheit, bei einem Wurf unter sie zu treten, um so eine mögliche Verletzung zu provozieren. Manche Kritiker betrachten die Beschwerden von anderen Spielern jedoch eher aus einem anderen Blickwinkel. Zum Beispiel meint der Kolumnist M.J. Darnell: „Bowens Opfer jammern, weil er sie frustriert, ihnen weh tut oder sie auf irgendeine Art und Weise verärgert. Er spielt einfach harte, physische Defense und spielt ohne Absicht einer Verletzung.“